# Cinzia Delisi
Cinzia Delisi (San Paolo, 27 ottobre 1956) è un'ex ginnasta italiana.

## Biografia
Nata a San Paolo, nel Brasile centro-meridionale, faceva parte del CAG Roma.
A 15 anni ha partecipato ai Giochi olimpici di Monaco di Baviera 1972, in tutte e sei le gare, chiudendo 12ª nel concorso a squadre con 349,800 punti, 73ª nel concorso individuale con 69,050, 87ª al corpo libero con 17,300, 67ª alle parallele asimmetriche con 17,500, 42ª alla trave con 17,350 e 105ª nel volteggio con 16,900. Negli ultimi cinque casi non è riuscita ad accedere alla finale, riservata alle sei con i migliori punteggi delle qualificazioni per le finali degli attrezzi, alle migliori 36 nel concorso individuale.
Nel 1974 ha preso parte ai Mondiali di Varna, piazzandosi 13ª nel concorso a squadre con 344,550 punti.
Dopo il ritiro è rimasta nel mondo della ginnastica artistica, come ufficiale di gara e anche organizzatrice tecnica di gare come il Trofeo Velitrae di Velletri; inoltre è diventata dirigente scolastica.